# Steinkreis von Gray Hill
Der Steinkreis von Gray Hill (auch Grey Hill; deutsch „grauer Hügel“ genannt) liegt in Parc Seymour bei Newport in Monmouthshire in Wales.
Mindestens 16 Steine bilden den Steinkreis (walisisch gorsedd) an den oberen Hängen des grauen Hügels. Viele Platten oder Steine liegen so eng benachbart, dass sie sich an den Enden berühren. Innerhalb des Kreises liegen ein paar große Platten, die möglicherweise Reste einer Kammer sind. Die Kreissteine sind niedrig und in der Vegetation schlecht zu sehen, aber es gibt ein paar Ausreißer (englisch outlier) in der Nähe.
Etwas außerhalb des Kreises stehen ein paar große Menhire und etwa 150 m entfernt, und auf dem Hügel, beginnt die Steinreihe von Gray Hill aus mehrere intakten Steinen und einigen Stümpfen. Im Südosten liegt ein Gräberfeld aus niedrigen überwachsenen Hügeln.